# Octaaf de Hovre
Octaaf Marie Jean François Joseph de Hovre (Nederbrakel, 23 januari 1876 — Oudenaarde, 5 april 1951) was een Belgisch componist. Hij werkte tevens onder het pseudoniem Ralph Super.

## Carrière
De Hovre was de zoon van koster François-Jozef de Hovre uit Nederbrakel in de Vlaamse Ardennen en werd in een milieu van organisten geboren. Octaaf studeerde aan de normaalschool van Sint-Niklaas en aan het Conservatorium van Gent. In 1900 verhuisde hij naar Oudenaarde om er als koster en organist te werken, hetgeen hij bleef doen tot aan zijn overlijden in 1951. Tot 1936 was hij eveneens werkzaam als muziekleraar aan het Onze-Lieve-Vrouwcollege van Oudenaarde. Het plaatselijke orkest Pro Arte stichtte hij in samenwerking met het Oudenaardse stadsbestuur; dit werd echter in 1940 opgeheven.
Het merendeel van de Hovres œuvre is nooit uitgegeven. Hij was een overtuigd pleitbezorger van het werk van Johann Sebastian Bach en organiseerde geregeld muziekavonden met begeleidende uiteenzettingen. Tevens publiceerde hij artikelen in diverse weekbladen, waaronder in Het Land van Oudenaarde. In zijn eigen werk spreidde hij talent voor het componeren van fuga’s tentoon. Naar het einde van zijn leven toe begon hij modernistische invloeden te adopteren.
De Hovre huwde in 1920 met Marie-Thérèse De Clercq, met wie hij een zoon en een dochter kreeg.

## Werken (selectie)
- De verloren zoon (oratorium)
- Jacobus Lacops (oratorium)
- Mijn Vlaanderen (lied op tekst van Guido Gezelle)
- Regina Pacis (mis)
- Samuel (oratorium)
- Sint Walburga (cantate)
- Turris Davidis (cantate)